# Anax chloromelas
Anax chloromelas – gatunek ważki z rodziny żagnicowatych (Aeshnidae).